# Білоруська готика
Білоруська готика або Руська готика  — різновид цегляної готики, а також стиль поширений в архітектурі Великого князівства Литовського, Руського й Жематійського в XV — першій третині XVI ст. Нині пам'ятки цього стилю збережені переважно на території сучасної Білорусі, а також суміжних з нею областях Литви, Польщі та України.
Для білоруської готики характерне гармонійне поєднання рис готики та ренесансу, традицій давньоруського монументального зодчества та впливів візантійського стилю, що їй неповторний колорит і художню цінність.

## Поняття
Вперше концепцію білоруської готики висунув у 1920-ті роки. білоруський мистецтвознавець М. М. Щекотихін у своєму творі «Нариси з історії білоруського мистецтва», її підтримали М. І. Касперович, А. Р. Янкявічене, Т. В. Габрусь, А. Н. Кушнеревич. Щекотихін, на відміну від попередників, польських та російських дослідників, розглядає «білоруську церковну готику» як результат художньої творчості одного народу, а не лише як матеріальну основу протилежних «російсько-польських клерикально-шовіністичних позицій», і акцентує увагу на національному корінні цього культурного явища.
У своїй мистецтвознавчої концепції М. Щекотихін дотримувався теорії послідовного прогресивного розвитку архітектурних форм на підставі запозиченого прототипу, в результаті чого іноді перебільшував вплив на місцеве храмове будівництво німецької готики, що було природним при наукових концепціях, які домінували в тогочасному європейському мистецтвознавстві. Сучасні дослідження свідчать, що вплив німецької готики був, безумовно, істотним, але не єдиним і відбувався, швидше, опосередковано, через замкове будівництво. На думку дослідника, генезис 4-баштових православних церков білоруської готики відбувався таким чином: архітектура двовежевого костелу Святої Анни вплинула на архітектуру більш пізнього віленського костелу бернардинців з трьома вежами на кутах, а той — на формування чотиривежевих композицій оборонних церков Білорусі, які і стали квінтесенцією самобутності білоруської готики. Очевидно, що на чільне місце дослідниками ставилося поступове кількісне збільшення веж, без урахування їх функціональної специфіки, художньої стилістики та хронології зведення цих будівель. Деякі неточності досліджень Т. Габро пояснює недостатніми знанням щодо датування та кількості пам'ятників білоруської готики.
Нечисленні історико-архітектурні дослідження післявоєнного часу (Ю. Єгоров, М. Кацар, А. Мітятін, В. Чантурія) здебільшого торкалися об'єктів білоруської готики, відкинувши при цьому пам'ятники Вільнюса та Волині, в основному повторювали концепцію М. Щекотихіна. На межі 1960-1970-х років. коло досліджених пам'яток архітектурної готики Великого князівства Литовського значно розширили праці московської дослідниці Є. Д. Квітницької та низки литовських дослідників, таких як А. Янкавічне, В. Дрема. Через що стосовно даного стилю почали застосовуватись терміни «Готика Великого князівства Литовського» та «Руська готика».

## Історія
Певні аналоги романо-готичних форм, такі як кілеподібні арки можна побачити у Вітебській Благовіщенській церкві, Полоцька Спасо-Преображенській церкві та Борисоглібському соборі Бельчицького монастиря XII в., що за часом майже точно відповідає появі перших готичних форм в архітектурі Західної Європи.
Внаслідок віддаленості регіону від центру виникнення та поширення готичного стилю, відмінних соціально-політичних обставин формування державності, а також переважно православної, а не католицькою конфесійної орієнтації основної маси населення країни, становлення готики в культовій архітектурі відбувалося зі значним хронологічним запізненням і в надзвичайно своєрідних формах, обумовлених пануванням тут на попередньому етапі візантійських архетипів.
Проникненню форм західноєвропейської готичної архітектури, в першу чергу з Італії та Німеччини, у Велике Князівство Литовське сприяли соціально-політичні та економічні обставини. Це сталося наприкінці XIV ст. З офіційним хрещенням Литви в католицтво через діяльність жебрацьких чернечих орденів францисканців і бернардинців, а також ганзейських торговців. Перші готичні кам'яні храми були зведені в найбільших містах держави — Вільно та Ковні, який по Німану мав розвинені торгові відносини з землями Північної Німеччини, тому в них спостерігається чіткий вплив німецької готики, що відзначає більшість дослідників.

«Німецька» готика на теренах сучасної Литви
Костел Св. Миколая в Вільнюсі (1382—1387)
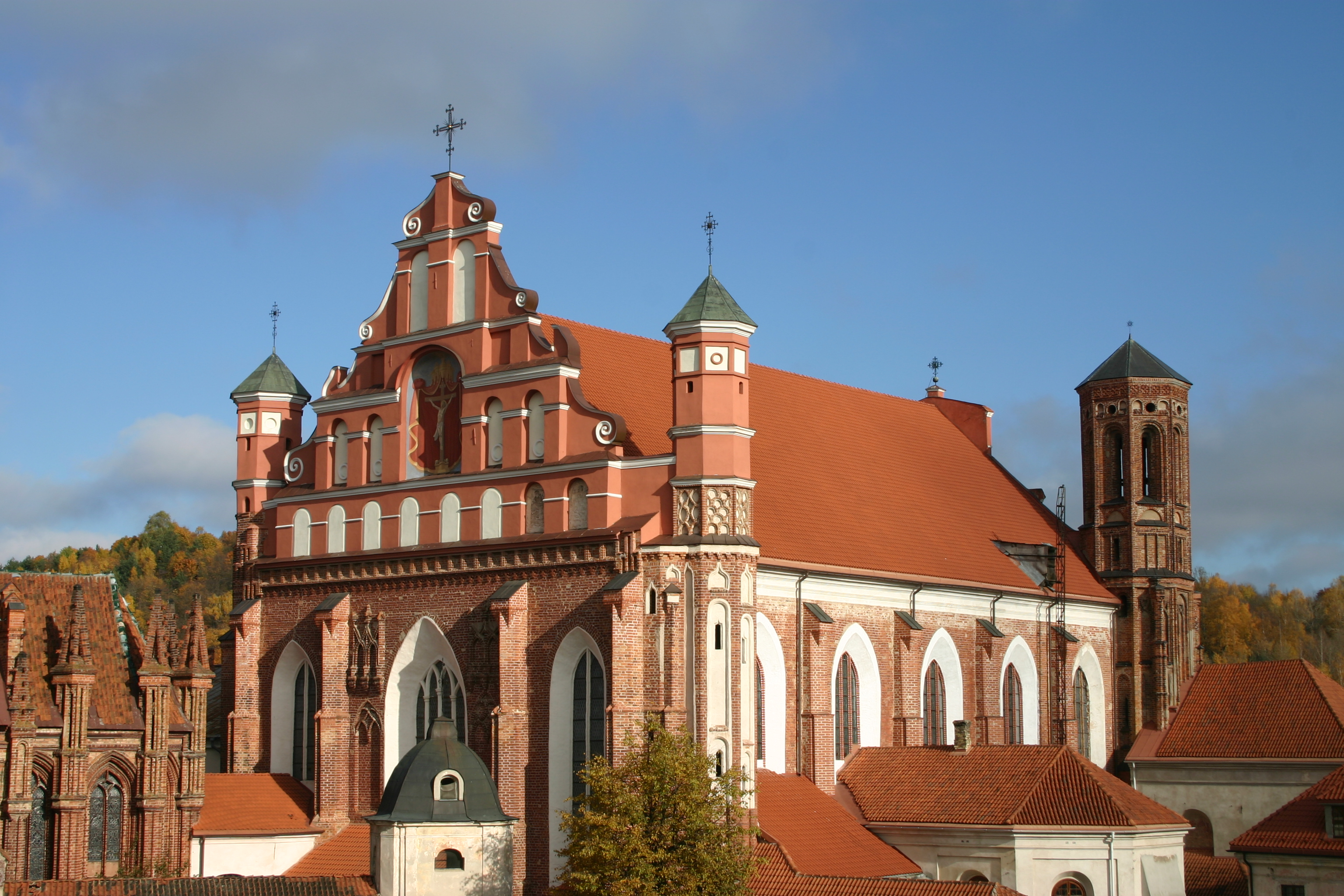
Костел бернардинців в Вільнюсі (бл. 1490)
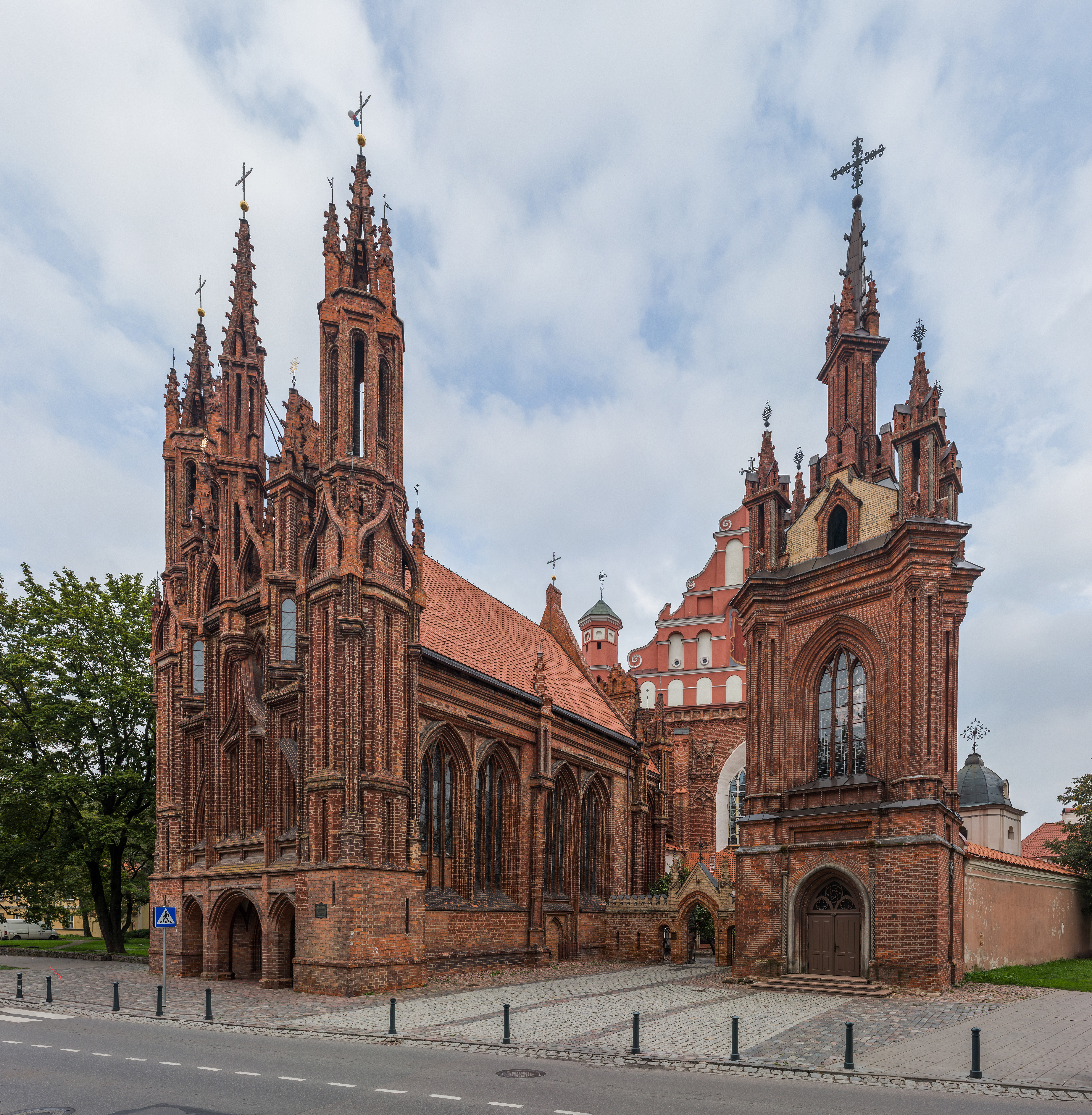
Костел Св. Анни в Вільнюсі (1495—1500)
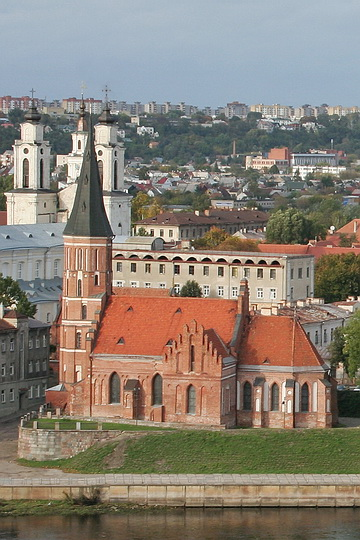
Фара Вітовта в Каунасі (бл. 1400)

На території сучасної Білорусі перші кам'яні храми в стилі готики були побудовані в XIV ст. (Костели Іоанна Хрестителя у Вселюбе, Св. Трійці в Ішкольді, Всіх Святих в Новогрудку, Св. Петра та Павла в Ів'є). На кордоні XV — XVIII ст. елементи готики проникли в православне храмобудівництво, поєднуючись з традиційною візантійською об'ємно-просторовою структурою церков, що визначило художню особливість і унікальність місцевої готики (церкви-фортеці в Супраслі, Синковічах, Мурованке, Борисоглібська церква в Новогрудку). Архітектурні форми готики (стрілчасті арки та нервюрнія склепіння) присутні в цей час також в замковому будівництві Білорусі (Мирський та Новогрудський замки). З 2-ї чверті XVI в. готика стає опозиційним стилем католицького храмобудівництва проти реформаційного руху. Найбільш виразні риси готики зберіг храм Архангела Михаїла в Гнєзно (1527). Наприкінці XVI ст. в католицькому мистецтві поширився стиль бароко, проте елементи готики, такі як контрфорси, існували в архітектурі храмів до середини XVII ст.

## Особливості

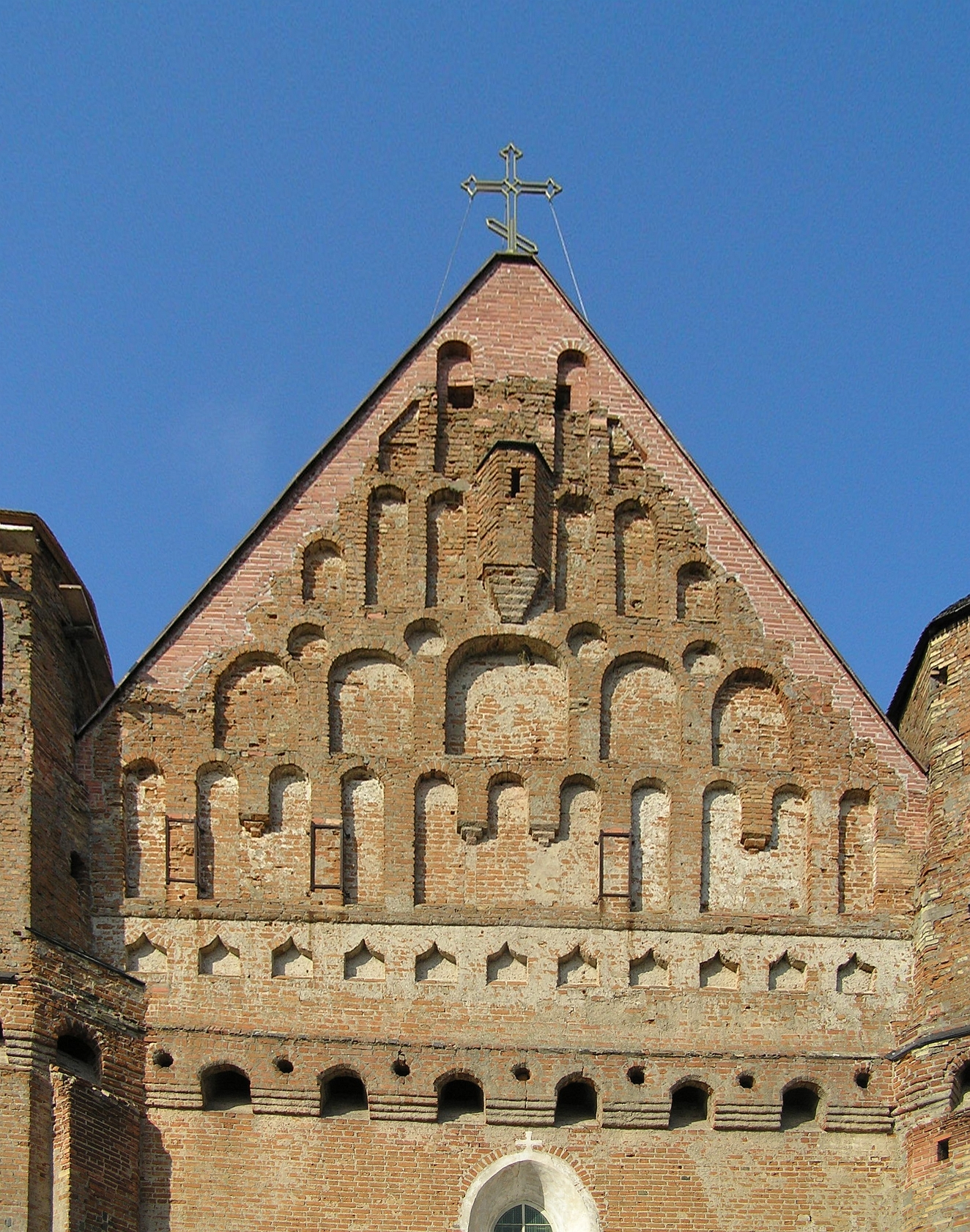
Щипець церкви в Синковичах

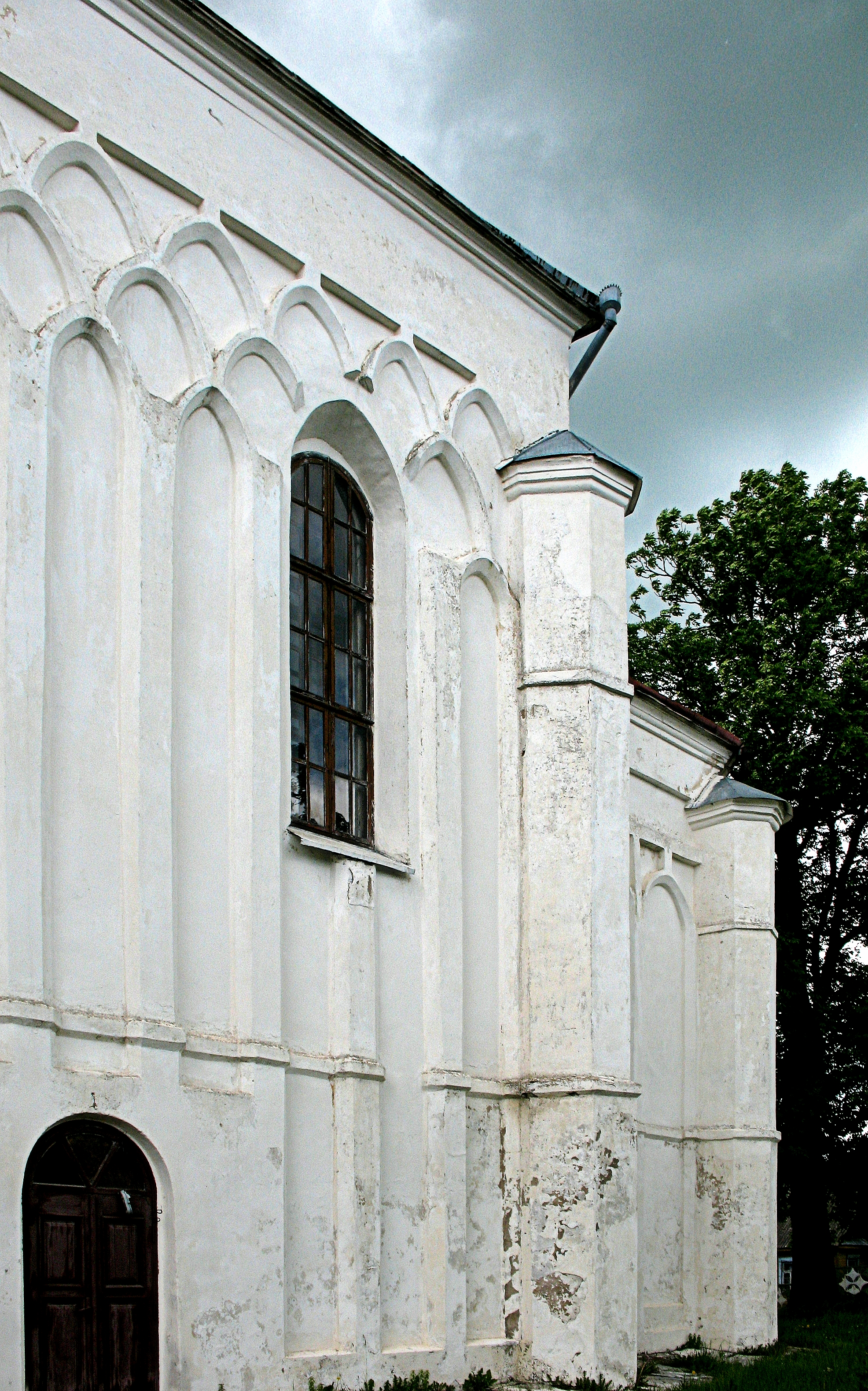
Бічний фасад церкви в Новогрудку з контрфорсами, декорованим сплетінням аркатур

Храмові споруди були побудовані з червоної брускової цегли (середній розмір цегли становить 26 — 32 × 13 — 16 × 7 — 9,5 см) в техніці готичної кладки (крім храму Різдва Богородиці в Мурованці, де використана ренесансна кладка — чергування в одному ряду декількох жердин). Обсяги будівель тут вирішено скульптурно, з м'яким промальовуванням ліній, архітектурний декор відіграє другорядну роль (Ішколдь). Основні декоративні елементи — обрамленні портали та віконні прорізи. У віконних і дверних отворах застосовано стрільчата арка з малою стрілою підйому (Новогрудок, Синковичі, Супрасль, Кодень). З метою розвантаження стін дах закритий загостреними щитами (зустрічаються у всіх пам'ятниках).
У всіх православних церквах застосовується архітектурний тип так званої зальної базиліки, де все нефи мають однакову висоту. Крім відносної простоти виконання цей тип більшою мірою відповідає православному світогляду і літургійній практиці, хоча для зодчества Мазовії, чий вплив виразно відчувається в цих пам'ятках, зальний тип отримав найменше поширення.
Про істотний вплив архітектури Мазовії на білоруську готику, свідчить ряд характерних ознак — будівельних прийомів. Для мазовецького зодчества характерне використання в обробці зовнішньої поверхні стін спарених ніш, вписаних в полуциркульну нішу; при цьому внутрішня поверхня ніши вибілена, а за її межами цегляна нештукатурена стіна, завдяки чому створюється яскравий контраст червоного та білого, який має місце в Синковічах, Мурованці та інших пам'ятках.
Основною загальною спільною рисою білоруської сакральної готики із загальноєвропейською є наявність в системі перекриття споруд нервюрних склепінь (хрестових і зірчастих). Як і в інших країнах цегляної готики, нервюри виконувалися з фасонної цегли, а не з каменю. Їх менша міцність обмежувала величину прольотів склепінь, призводило до подрібнення мережі нервюр, що сприяло використанню зірчастих, а пізніше і стільникових (або кришталевих) готичних склепінь.

## Пам'ятки
З відомих на сьогоднішній день на території сучасної Білорусії пам'яток кам'яного католицького храмобудування найбільш раннім зразком є заснований у першій половині XV ст. костел Святого Іоанна Хрестителя в селі Уселюб, який в своїй основі зведений в стилі білоруської готики. Початковий вид уселюбського костелу значно змінено численними перебудовами у XVI—XX ст. Спочатку він складався з основного прямокутного в плані об'єму і нижчої п'ятигранної апсиди значних розмірів. З північного боку до пресвітерію прилягала невелика сакристія з односхилим дахом, перекритим нервовими зоряними склепіннями. Основний обсяг був накритий високою двосхилим гонтовим дахом, відокремленим від вальмового даху над апсидою кам'яним фронтоном. Високий кам'яний щипець на головному фасаді прикрашали три високі устільні аркові ніші. Схожі обриси мали й віконні отвори. Загалом у будові було п'ять вікон: два вікна розміщувалися на південному, одне — на північному фасадах, ще два — на торцевій та південній гранях апсиди. На головному західному фасаді асиметрично щодо центральної осі була напівциркульна аркова ніша.

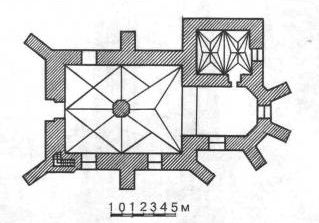
Реконструкція плану до перебудови
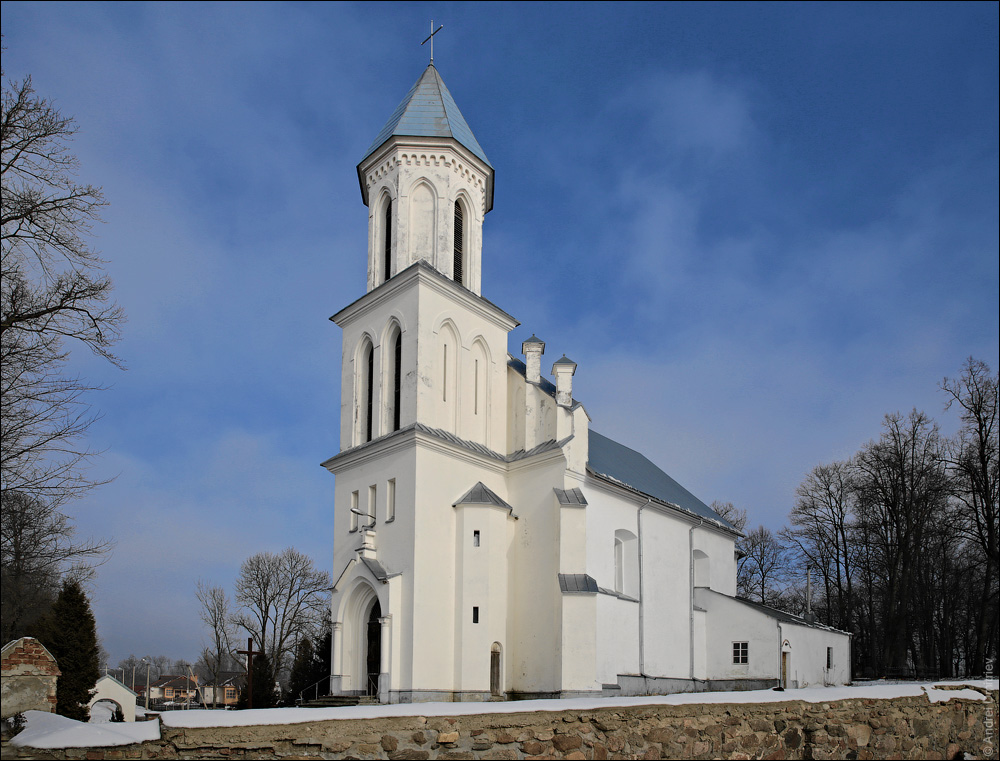
Сучасний вигляд після добудови дзвінниці в 1897 р.

Наступним кроком у розвитку кам'яного католицького храмобудування був Троїцький костел в Ішколді, побудований до 1471 р. Архітектонічна композиція ішколдського костелу є більш досконалою інтерпретацією центральноєвропейських готичних форм.
Ішколдський костел є прямокутним у плані заловим об'ємом з рівновисокою витягнутою п'ятигранною апсидою пресвітерію з сакристією з північного боку. У місці приєднання великої двоповерхової сакристії до основного об'єму розміщено башнеподібний об'єм у чверть кола. Основний обсяг накритий високою клиноподібною покрівлею, що дорівнює по висоті стін споруди. Унікальними є готичні конструкції покрівлі, що зберігають таври майстрів, аналоги яких можна знайти в архітектурних спорудах Західної Європи, у сусідніх Польщі та Литві. Стіни храму у конструктивних вузлах укріплені контрфорсами. На головному фасаді кутові контрфорси підтримують масивний кам'яний щипець покрівлі, могутні схили якого мають східчасто-пластичні контури. Плоскі напівциркульні аркові ніші на щиті виконують одночасно розвантажувальну та декоративну функції.
Усередині простір основного обсягу поділено на три нефи, з яких бічні вдвічі вже центральні, але рівні йому по висоті. Усі травеї, перекриті хрестовими з нервюрами склепіннями.

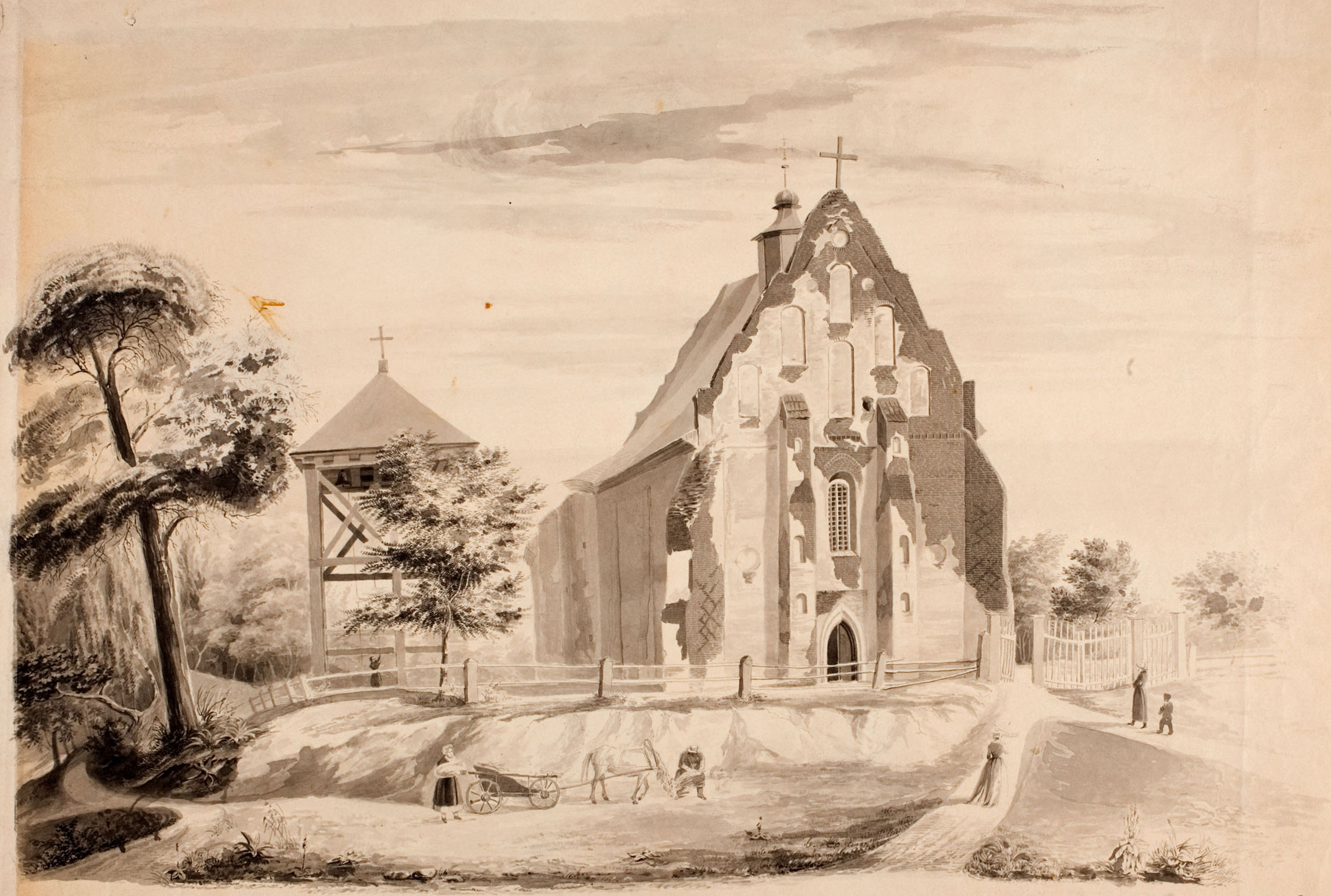
Троїцький костел в Ішколді на малюнку Едуарда Павловича, 1848 р. Під штукатуркою видно кольоровий ромбовидний орнамент із тичків перепаленої цегли.
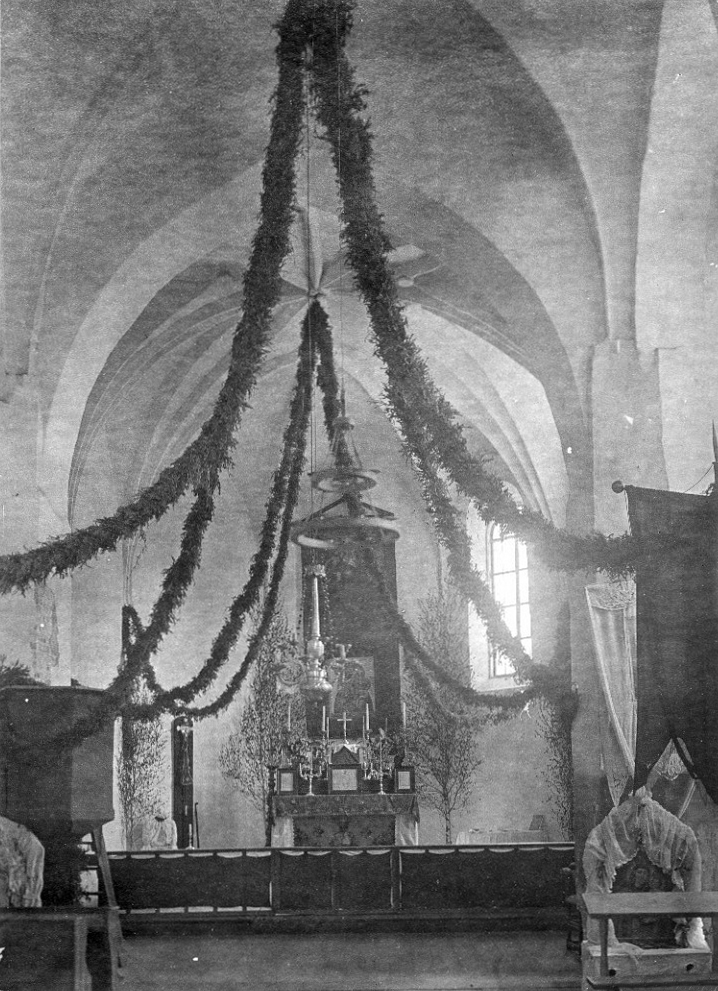
Склепіння костелу. Фото 1923 р.
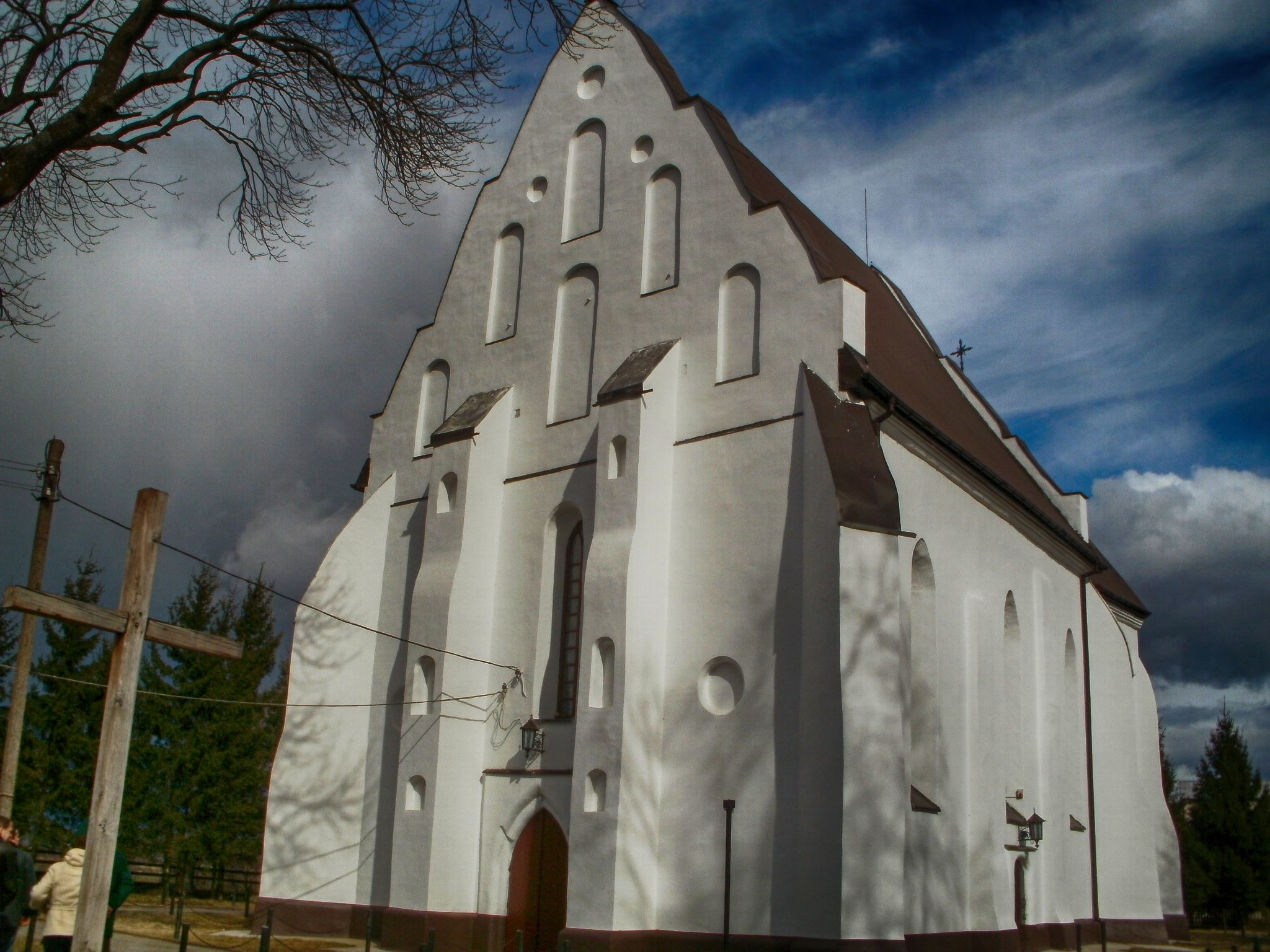
Сучасний вид Троїцького костелу в Ішколді.
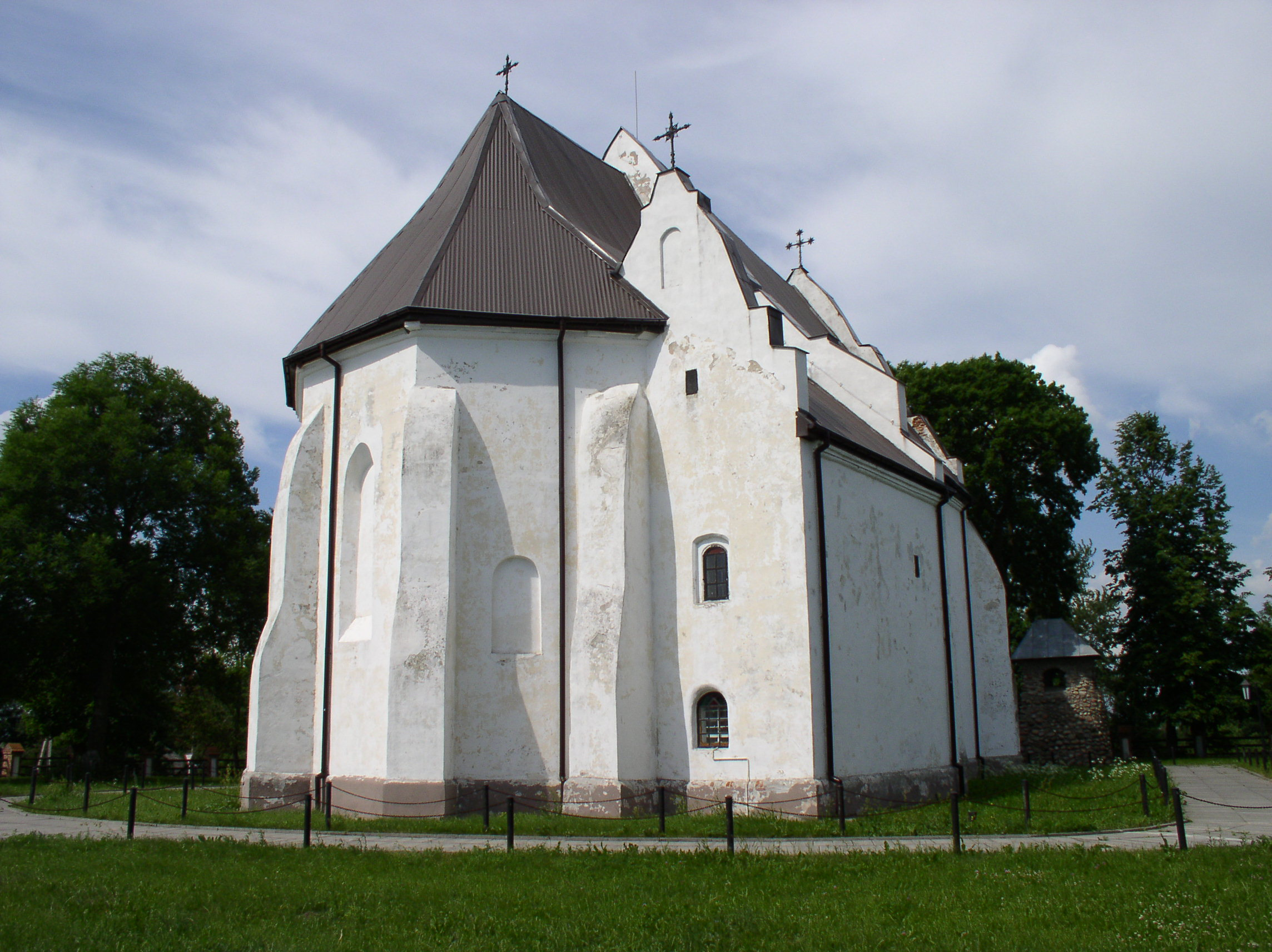
Костел в Ішколді з боку апсиди.

Першою пам'яткою в даному стилі на теренах сучасної України став Луцький замок на Волині, зведений у своїй основі в 1350-1430 рр. Надалі стиль поширився значною мірою завдяки фундаціям руських князів Острозьких та Чарторийських. Крім Луцького замку, серед відомих споруд варто виділити Зимненський монастир, Свято-Троїцький Межиріцький монастир, а також Богоявленську церкву в Острозі.

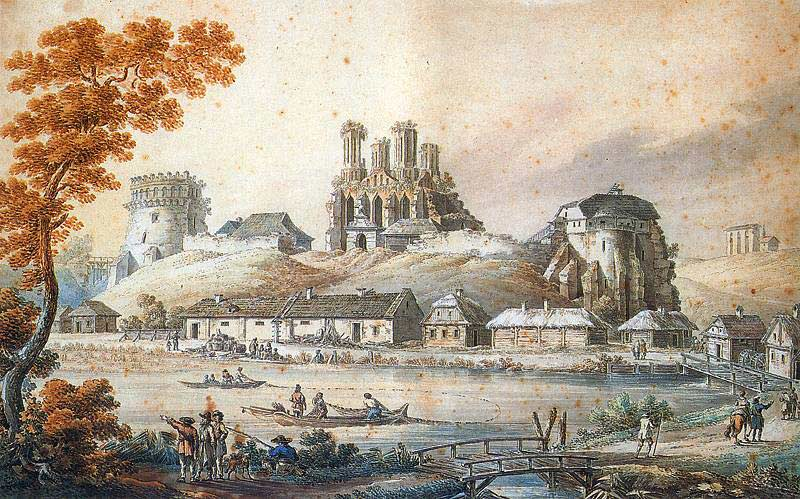
Богоявленська церква в Острозі.
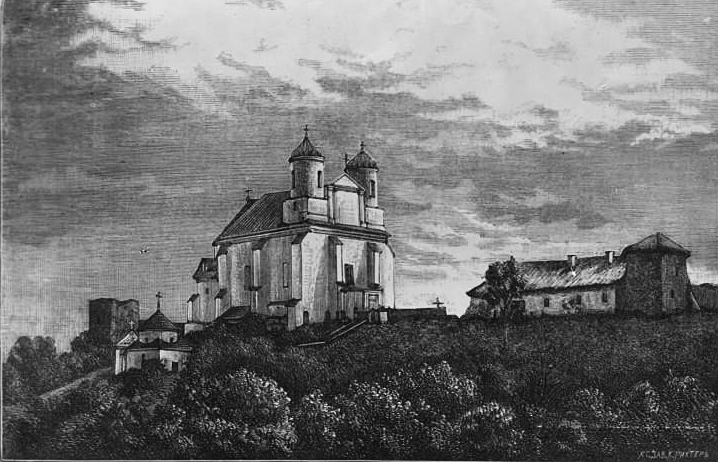
Успенська церква Зимненського монастиря.
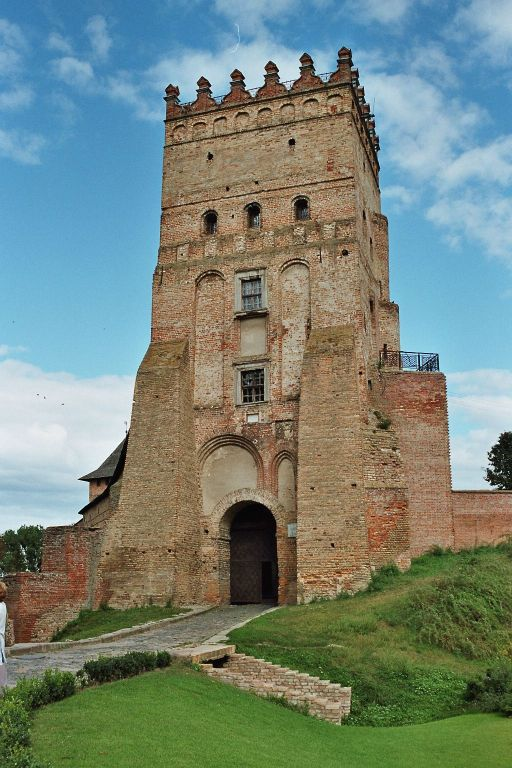
Луцький замок.